# Play (Ed Sheeran)
Play è il decimo album in studio del cantautore britannico Ed Sheeran, la pubblicazione in cui prevista per il 12 settembre 2025 dalla Gingerbread Man Records.

## Tracce
1. Opening
2. Sapphire – 2:59
3. Azizam – 2:42
4. Old Phone – 3:41
5. Symmetry
6. Camera
7. In Other Words
8. A Little More – 3:12
9. Slowly
10. Don't Look Down
11. The Vow
12. For Always
13. Heaven

Tracce esclusive del CD deluxe
1. Problems
2. War Games

Traccia esclusiva del vinile deluxe
1. Regrets